# コヤブボード
コヤブボード（Koyabu Board）は、両手指によるタッピング奏法に特化した弦楽器である。

## 概要
正式名称は「コヤブ・シンメトリックボード」であるが、「コヤブボード」の名称が一般的である。

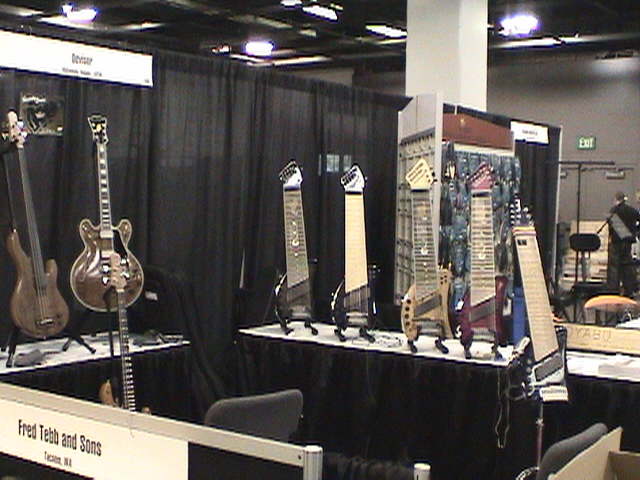
namm 2007 koyabu board 1

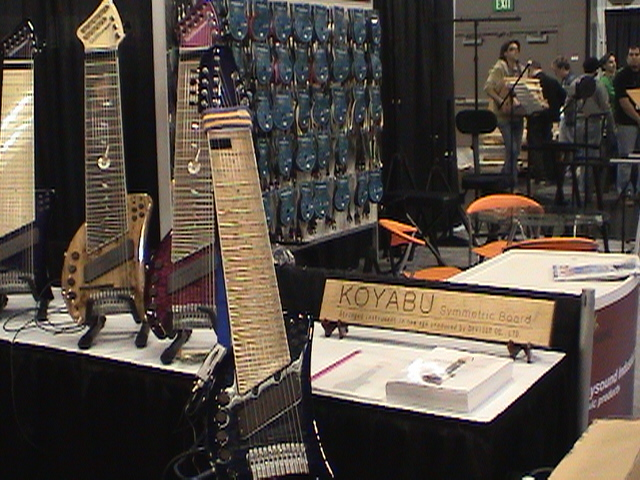
namm 2007 koyabu board 2

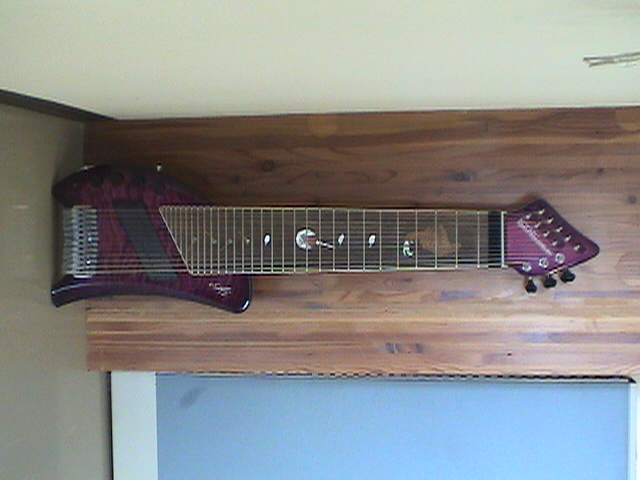
koyabu board ai

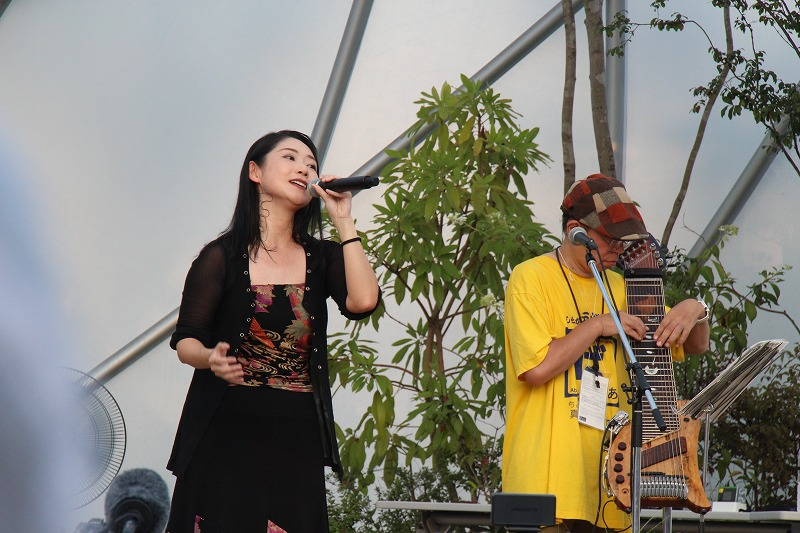
野田サオリの歌とコヤブボードのステージ(大阪・関西万博)

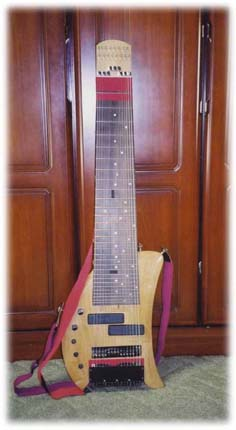
Koyabu board 16 Force

両手タッピングに特化した楽器である「タッチスタイルギター」の演奏者であり、作曲家でもある小籔良隆が独自に開発した「タッチスタイルギター」である。基本的な構成はチャップマン・スティックや、それに準じた構造を持つウォー・ギターと共通しているが、開発者の小籔がチャップマン・スティックやウォー・ギターを演奏して見出した様々なウィークポイントを解消したものとなっている。
当初は小籔が自らチューナーなどを自作しており、スタインバーガーのヘッドレスギターのようにブリッジ側のファインチューナーで弦を巻き上げてチューニングするというものであったが、後にディバイザーによって商品化された際にヘッドが設けられ、普通のギターのようにペグ（チューニングギア）によってチューニングする方式に改められている。ペグは巧妙に配列されており、ベースサイドの低音側3本はベース用のペグ、ベースサイド高音側3本とメロディサイドはギター用のペグを使用し、ギター用ペグはすべて溝の中に落としこみ、斜めに取り付けることでヘッドのコンパクト化を図っている。ベース用ペグ以外の弦は交互に張られるようになっている。
基本的に12弦で、指板の中央から両端に向かって音程が高くなるチューニングを採用したスティックやウォーギターとは違い、逆に指板の両端からチューニングが高くなるように設定されている。理由については後述。
演奏する際は左手でベース及びコードを、右手でメロディをそれぞれタッピングすることにより演奏する。本体のモノラル/ステレオの切り替えスイッチによって、ベースサイドとメロディサイドを別々に出力したり、同時に出力するモードを切り替えることが可能となっている。
2016年現在、コヤブボードの生産は終了しており、新品の購入は困難となっている。
2025年7月29日　大阪・関西万博ポップアップステージ東外ステージ17時30からのステージにて、数年ぶりに演奏された。
(アマチュア無線のイベントにて、歌手の野田サオリのバックとして演奏)

## アンクロスチューニング
前述したように、チャップマン・スティックやウォー・ギターとは違って、弦の張り方が指板の中央に向かって音程が高くなるように逆向きに張られている。スティックなどのように指板中央に低音が集まっているチューニングの場合、ベースラインを演奏している内にメロディを弾いているもう一方の腕が交差してしまい、演奏性に支障を来たしてしまう。これを解決するためにコヤブボードに採用されたのが「アンクロスチューニング」である。
また、中央に低音が集中すると、密集和音を演奏する場合に低音ばかりが集まってしまい、実用的でないばかりか、高音域での和音のボイシングが極めて狭いものになってしまう。これをアンクロスチューニングで高音域の弦を指板の中央に寄せることによって、従来のスティックやウォー・ギターでは得られないコードボイシングが得られる他、ステレオ出力にした場合に左右のチャンネルに音をパンニングさせるなどの面白い効果が得られるようになる。

## タッチスタイルギターのウィークポイントの解消
「チャップマン・スティック」の場合、演奏する際にはボディ裏に取り付けられたフックをベルトに掛け、さらに特殊なショルダーストラップを使って立奏する形になる。しかしこの場合は必ず着衣のベルトが必要になることからスカート等では楽器を保持できない、また座奏が難しいという難点がある。チャップマン・スティックの発展形とも言える「ウォー・ギター」の場合は通常のギター用ストラップで保持できる他、通常のエレクトリックギターと似た形状のボディが設けられたことから座奏が可能となっているが、それでも両者には通常のギターやベースの弦を転用することができず、それぞれ専用の弦を用意しなくてはならないという様々な難点があった。
コヤブボードでは通常のストラップが使える他、角度や高さを無段階に調整できる専用スタンドが用意されているため、椅子に座った状態でもチェロを構えるような形で演奏が可能になっているほか、ストラップを使わずに演奏することが可能となっている。スタンド使用の場合、これによってネックを手で支える必要がなくなり、両手が完全にフリーになることで、親指までを使った10フィンガータッピングによって幅広い音域の演奏が可能となっている。
ネックのスケールも30インチとチャップマン・スティックやウォー・ギターよりも短いため、通常のギターの弦を使用することが可能となっている。アンクロスチューニングをスタンダードチューニングとして採用した以外にも、こういった工夫によって従来のタッチスタイルギターのウィークポイントを克服することに成功している。

## 製品バリエーション

### KOYABUBOARD-SP（コヤブボード・スペシャル）
最上級モデルで、表面に木目が美しいキルテッドメイプルまたはスポルテッドメイプル、カリンをマホガニーのバックに張り合わせたボディ、メイプルネック、ローズウッドまたはメイプルの指板という構成となっている。ローズウッド指板には「アノマロカリス」等の古代の生物をデザインしたインレイがポジションマークにあしらわれている。
ピックアップはコヤブボードのために独自に開発されたハムバッカーで、ベースサイドとメロディサイドが独立した構成となっている。両側のピックアップは平行四辺形の一体型カバーによってひとつにまとめられている。コントロールはメロディ/ベースそれぞれに対応したボリュームとトーン、そしてステレオ/モノラルの切り替えスイッチとなっている。またRolandのギターシンセサイザーに対応したピックアップとコントロールが搭載されたモデルも製品に加わっている。

### KOYABUBOARD-STD（コヤブボード・スタンダード）
基本的な構成はKOYABUBOARD-SPと共通であるが、ポジションマークのインレイがドットタイプになり、ボディ材がライトウエイトアッシュとなっている。Rolandギターシンセサイザー対応機種もラインナップに加えられる。

### KOYABUBOARD-Tiny（コヤブボード・タイニー）
ボディ材がアルダーとなり、ピックアップが通常のエレクトリックギターに使用されるものと同じタイプのハムバッカーを採用し、コントロールもベースサイドとメロディサイドのボリュームとステレオ/モノラル切り替えスイッチのみとなり、機能を必要最小限に簡略化しながら、手ごろな価格でコヤブボードを購入できるものとしている。ベースサイドの3本の弦以外のペグはすべてバンジョータイプのペグを採用している。サイズが小さいわけではない。
このモデルのみ中国のBaccus（ディバイザー）工場による生産となっている。